# ISO 3166-2:AS
ISO 3166-2:AS és el subconjunt per a la Samoa Nord-americana de l'estàndard ISO 3166-2, publicat per l'Organització Internacional per Estandardització (ISO) que defineix els codis de les principals subdivisions administratives.
Actualment la Samoa Nord-americana no té cap divisió territorial que conformi el seu codi ISO 3166-2.
La Samoa Nord-americana és una àrea insular dels Estats Units, el codi assignat oficialment de l'estàndard ISO 3166-1 alfa-2 és AS. A més a més també té assignat el codi US-AS, dintre de l'entrada per als Estats Units